# На берегах Ингури
«На берегах Ингури» — советский фильм 1961 года, снятый на киностудии «Грузия-фильм» режиссёром Давидом Рондели.

## Сюжет
После службы в армии на берега родной Ингури в горную Сванетию возвращается Эмзар. Он встречается со своими друзьями детства — Гуалом, Тамарой и Маноль и вливается в их бригаду лесорубов. Гуал и Тамара — лучшие лесорубы. Тамара любит Гуала, но он влюблён в Маноль. Гуал, стремящийся к славе, самоуверенный, чтобы перевыполнить план вырубает молодые деревья, о чём становится известно, и переходящее красное знамя вручается четно работающему Эмзару. Дружба расстраивается. Кроме того Гуар проигрывает Эмзару конные скачки, а вскоре Маноль выходит замуж за Эмзара. Ревность и высокомерие Гуала едва не приведут к трагедии…

## В ролях
- Нугзар Шария — Гуал
- Софико Чиаурели — Тамара
- Ариадна Шенгелая — Маноли
- Малхаз Горгиладзе — Эмзар
- Зураб Гваджава — Баталби
- Тамара Бакрадзе — Мариам
- Бухути Закариадзе — Бекну
- Алекси Мамрикишвили — Тебеки
- Вано Нинуа — Коста
- Реваз Барамидзе — Арчил
- Тамара Цицишвили — эпизод
- Гиви Тохадзе — эпизод

## Критика
Кинокритик Кора Церетели резко раскритиковала сценарий, назвав его «печальным образцом фильма, отснятого по голой формальной схеме», фальшивым, с попыткой подменить правду жизни блеском мишуры «национального характера» выраженного здесь исключительно во внешних аксессуарах. Рецензенты называли фильм «трафаретным», и писали, что «зритель богаче и умнее показываемых на экране схематичных героев», а сюжет фильма — «к чему сведен сюжет этого фильма? Двое парней дружили с детства. Но вот оба влюбились в одну девушку. И тут один начинает колебаться, убить ему друга или не убить» — был просто высмеян: «В финале фильма новоиспеченный „моральный“ герой несёт на спине бездыханное тело друга».
Но, при критике сценария, была положительно отмечена игра актёров, в частности Софии Чаурели, воплотившей «образ лесоруба Тамары — сванки, живущей и работающей в горной Сванетии».